# Корольова Гуля
Корольо́ва Гу́ля, справжнє ім'я — Маріонела Володимирівна Корольова (нар. 9 вересня 1922, Москва — пом. 23 листопада 1942, Волгоградська область) — українська радянська акторка.

## Життєпис
Народилася 9 вересня 1922 року в Москві, у родині режисера та сценографа Володимира Даниловича Корольова та акторки Зої Михайлівни Метліної. З 1932 року мати разом з Гулєю переїхала до України, яка стала для них другою батьківщиною. Гуля мешкала в Києві, в родині відомого українського композитора Пилипа Козицького.
У 12-літньому віці за головну роль Василинки у фільмі «Донька партизана» отримала путівку до піонерського табору «Артек». В 1940 році вступила до Київського гідромеліоративного інституту.
У 1941 році разом з матір'ю та вітчимом евакуювалась до Уфи, де народила сина Олександра.
У 1942 році, залишивши сина під опіку матері, добровільно пішла на фронт. Учасниця німецько-радянської війни з липня 1942 року.
23 листопада 1942 року санінструктор 780-го стрілецького полку 214-ї стрілецької дивізії Донського фронту М. В. Корольова під час бою за висоту 56.8 біля хутора Паньшино в районі Сталінграда протягом дня під вогнем супротивника надала медичну допомогу і винесла з поля бою 50 важко поранених бійців і командирів разом з їх особистою зброєю. Надвечір, коли лави радянських бійців значно порідшали, разом із бійцями вона пішла в атаку на висоту й, увірвавшись до ворожих окопів, влучними кидками гранат знищила 15 ворожих солдатів. Загинула в цьому бою.
Похована в одиночній могилі на хуторі Сакарка Паньшинського сільського поселення Городищенського району Волгоградської області Росії.

## Нагороди
Наказом по військам Донського фронту № 93/н від 9 січня 1943 року Маріонела Володимирівна Корольова була нагороджена орденом Червоного Прапора (посмертно).

## Родина
Чоловік — Пятаков Олексій Олександрович (1918–1972).

## Фільмографія
- «Каштанка» (1926)
- «Баби рязанські» (1927)
- «Донька партизана» (1935, Василинка)
- «Сонячний маскарад» (1936)
- «Я люблю» (1936, Варка).